# Северонижнефранкский диалект
Северонижнефра́нкский диалект (нем. Nordniederfränkisch), более известный как клеверла́ндский (нем. Kleverländisch) в немецких источниках, и североли́мбургский (нидерл. Noord-Limburgs) — в нидерландских, относится к нижнефранкской группе нижненемецких диалектов. Распространён на северо-западе Германии в земле Северный Рейн-Вестфалия и частично в приграничных районах Нидерландов. Диалект во многом совпадает и с брабантским диалектом и частично переходит в восточнобергский на юго-востоке.

## История
Северонижнесаксонский диалект развивался из древненижненемецкого, который после второго передвижения в верхненемецких диалектах стал практически самостоятельным языком. В Средние века область распространения диалекта была заселена носителями средненидерландского языка (существовал в 1150—1500 годах). В XV веке до этих регионов дошло влияние старокёльнского диалекта, а с XVI века — верхненемецкое влияние.
В 1544 году Кёльн принял нововведения Лютера. Именно влияние Кёльна было настолько сильным, что письменная норма дошла до современных Нидерландов, но не сумела удержаться там надолго. Вместе с линией Юрдингена установились новые границы между нижне- и средненемецкими диалектами уже к XVI веку. В XVII—XVIII веках установились границы Нидерландов, а земли нижнего Рейна отошли к Пруссии, попав под их языковое влияние. Герцогство Клевское долго оставалось двуязычным в различных областях и попытки привести всё население к языковому единству не имели успеха. Преимущественно немецкий язык употреблялся вместе с нидерландским, за исключением города Клеве и пфальцского языкового острова. Нидерландский доминировал в герцогстве Гельдерн.
В 1803—1810 годах нижнерейнские земли отошли во владения Франции, и немецкий язык стал уступать позиции голландскому диалекту, но изменение границ после наполеоновских войн в целом изменило эту тенденцию. Была образована провинция Юлих-Клеве-Берг, которая в 1826 году влилась в Рейнскую провинцию с официальным немецким языком. Распространению немецкого среди населения способствовала деятельность лютеранской церкви, однако делопроизводство на диалекте всё ещё существовало. В 1871 году, после образования империи, языковая политика была ужесточена до того, что диалекты в нижнерейнских землях были запрещены в официальных документах. Это вызвало возмущение голландскоязычных жителей.
В XX веке преобладающим языком был немецкий, в то время как голландский остался в употреблении лишь у кальвинистов, которые проводили богослужения на своём диалекте. Эта традиция была пресечена в 1936 году национал-социалистами.

## Распространение
Клеверландский диалект включает несколько региональных и городских вариантов:
- Клевско-везельский диалект и диалекты Рурской области (Мюльхайм-ан-дер-Рур, Дуйсбург, Оберхаузен);
- Восточнобергские диалекты (чаще включаются в соседнюю группу);
- Диалекты Северного Лимбурга;
- Диалекты Венло;
- Диалекты района Куйк;
- Диалекты Лимерса.

## Примеры текста
- «Ek heb noch efkes afgewaachd, ob dat, wach’e min seggen wold.»
  - «Ich habe noch kurz abgewartet, was Du mir sagen wolltest.»
  - (Ndl.) «Ik heb nog even (efkes) gewacht op wat je me zeggen wou.»
- «En den Wenter stüwe di drööge Bläär dörr de locht eröm»
  - «Im Winter fliegen die trockenen Blätter in der Luft herum.»
  - (Ndl.) «In de winter stoven de droge bladeren door de lucht.»
- «Et sall soon üttschaije te shnejje, dann werd et wäär wer bäter.»
  - «Es hört gleich auf zu schneien, dann wird das Wetter wieder besser.»
  - (Ndl.) «Het zal zo ophouden met sneeuwen, dan wordt het weer weer beter.»
- «Hej es vörr vier of säss wääke gestörwe.»
  - «Er ist vor vier oder sechs Wochen gestorben.»
  - (Ndl.) «Hij is vier of zes weken geleden gestorven»
- «Het füür was te hätt, die kuuke sinn ja an de onderkant heel schwaort angeschröt.»
  - «Das Feuer war zu heiß, die Kuchen sind ja unten ganz schwarz gebrannt.»
  - (Ndl.) «Het vuur was te heet, de koeken zijn aan de onderkant helemaal zwart aangebrand.»
- «Hej dütt die eikes ömmer sonder salt än pääper ääte.»
  - «Er isst die Eier immer ohne Salz und Pfeffer.»
  - (Ndl.) «Hij eet de eitjes altijd zonder zout en peper./ Hij doet de eitjes altijd zonder zout en peper eten.»